# 田中重雄
田中 重雄（たなか しげお、1907年1月7日 - 1992年1月18日）は、日本の映画監督、演出家。

## 来歴・人物
1926年、松竹蒲田撮影所に入所。以後、帝国キネマ、阪東妻三郎プロダクション、タカマツ・アズマプロダクション、東亜キネマなどでスタッフとして転々とした後、1931年に河合映画で監督デビュー、翌1932年に新興キネマへ移籍した。
松竹、東宝との三社競作だった『美しき鷹』や『亜細亜の娘』などの作品を残すも、やがて新興キネマは国策統合により大日本映画製作株式会社となり、田中はそこへ移籍。その第一作『香港攻略 英國崩るゝの日』はその年のキネマ旬報ベスト・テン入りを果たす。
戦中・戦後にかけて多くのプログラムピクチャーを監督。大映70ミリ大作の二作目である『秦・始皇帝』やスペクタクルアクション巨編『風速七十五米』、ガメラシリーズの中でもアダルティックな作風で異彩を放った『大怪獣決闘 ガメラ対バルゴン』、そして江波杏子主演の『女賭博師』シリーズなどの作品でメガホンをとった。
しかし、創立当初から長く関わってきた大映も、1971年に倒産。その最後の作品である『悪名尼』を最後に映画界に見切りをつけ、以後テレビドラマに活躍の場を絞った。

## フィルモグラフィー

### 河合映画
- たぬきと精神病患者（1931年）
- 曙（1931年）
- 揺れる太陽（1931年）
- 霧の夜道（1931年）
- 港の映像（1931年）
- 闇に光る影（1931年）
- 夢吉お気の毒様（1931年）
- 隅田川（1931年）
- 飢ゆる都会（1932年）
- 与太者気質（1932年）

### 新興キネマ
- 都会の波止場（1932年）
- 銃後の勝利（1933年）
- 青島から来た女（1933年）
- 新女性線（1933年）
- 霧の夜の舗道（1933年）
- 昭和人生案内（1933年）
- 夜光珠（1934年）
- 妖麗（1934年）
- 男の掟（1934年）
- 巨人街（1934年）
- 明けゆく空（1935年）
- 女人祭（1935年）
- 喘ぐ白鳥（1935年）
- 三聯花（1935年）
- 女の友情　愛と暴風篇（1936年）
- 初恋日記（1936年）
- 薔薇ならば（1936年）
- 陸の黒潮（1936年）
- 開拓者（1937年）
- 女よなぜ泣く（1937年）
- 熊の唄（1937年）
- 結婚への道（1937年）
- 母よ安らかに（1937年）
- 懐かしの我が子（1938年）
- 現代の英雄（1938年）
- 母の魂（1938年）
- 海を渡る女（1938年）
- 新妻の幸福（1938年）
- 亜細亜の娘（1938年）
- 日の丸行進曲（1938年）
- 白衣の兵隊（1939年）
- 侠艶録（1939年）
- 結婚問答（1939年）
- 涙痕（1939年）
- 母（1939年）
- 愛人の誓ひ（1940年）
- 家庭の秘密（1940年）
- 女性本願（1940年）
- 白夜の天使（1941年）
- 母代（1941年）
- 鉄の花嫁（1941年）
- 北極光（1941年）
- 春星夫人（1941年）

### 大映
- 香港攻略 英國崩るゝの日（1942年）
- 我が家の風（1943年）
- モンペさん（1944年）
- 肉弾挺身隊（1944年）
- 最後の帰郷（1945年）※吉村廉と共同担当。
- 別れも愉し（1945年）
- 犯罪者は誰か（1946年）
- 彼と彼女は行く（1946年）
- 雷雨（1946年）
- 今宵妻となりぬ（1947年）
- 第二の抱擁（1947年）
- 夜行列車の女（1947年）
- 土曜夫人（1948年）
- 舞台は廻る（1948年）
- 嵐の中の姉妹（1949年）
- 満月（1949年）
- 愛染草（1949年）
- 妻も恋す（1950年）
- 消防決死隊（1951年）
- 七つの星座（1951年）
- 東京悲歌（1951年）
- 毒蛇島綺談 女王蜂（1952年）
- 母山彦（1952年）
- 大学の小天狗（1952年）
- 新婚のろけ節（1953年）
- 黒豹（1953年）
- 花のいのちを（1954年）
- 月よりの使者（1954年）
- 火の驀走（1955年）
- 娘の人生案内（1955年）
- 珠はくだけず（1955年）
- 十代の反抗（1955年）
- 新婚日記 恥しい夢（1956年）
- 新婚日記 嬉しい朝（1956年）
- 満ちて来る潮（1956年）
- 愛の海峡（1956年）
- 君を愛す（1956年）
- 浅草の灯（1956年）[2]
- 駅馬車襲わる（1957年）
- 永すぎた春（1957年）
- 真昼の対決（1957年）
- 東京の瞳（1958年）
- 母（1958年）
- 愛河（1958年）
- 赤線の灯は消えず（1958年）
- 共犯者（1958年）
- ごめん遊ばせ花婿先生（1958年）
- 男十九の渡り鳥（1958年）
- 初夜なき結婚（1959年）
- 夜の闘魚（1959年）
- 川向うの白い道（1959年）
- 実は熟したり（1959年）
- 旅情（1959年）
- 東京の女性（1960年）
- 夜は嘘つき（1960年）
- 誰よりも君を愛す（1960年）
- 三兄弟の決闘（1960年）
- 誰よりも誰よりも君を愛す（1961年） (「誰よりも君を愛す」の続編)
- 東京おにぎり娘（1961年）
- 夜はいじわる（1961年）
- 雑婚時代（1961年）
- 献身（1961年）
- 若い奴らの階段（1961年）
- 熱砂の月（1962年）
- 八月生れの女（1963年）
- 夜の配当（1963年）
- 現代インチキ物語 ど狸（1964年）
- 検事霧島三郎（1964年）
- 帯をとく夏子（1965年）
- 破れ証文（1966年）
- 大怪獣決闘 ガメラ対バルゴン (1966年)
- 若親分あばれ飛車（1966年）
- 女の賭場（1966年）
- 限りある日を愛に生きて（1967年）
- 海のGメン 太平洋の用心棒（1967年）
- 三匹の女賭博師（1967年）
- 女賭博師乗り込む（1968年）
- 女賭博師尼寺開帳（1968年）
- 女賭博師絶縁状（1968年）
- 女賭博師みだれ壺（1968年）
- 女賭博師十番勝負（1969年）
- 新・与太郎戦記（1969年）
- 高校生番長 ズベ公正統派（1970年）
- タリラリラン高校生（1971年）
- 悪名尼（1971年）※大映最後の作品

### テレビ
- まごころ（1973年）
- 顔で笑って（1973年）
- 白い牙（1974年）
- ライオン奥様劇場/「愛染かつら」（1974年）
- 水もれ甲介（1974年 - 1975年）
- ライオン奥様劇場/「積木の箱」（1975年）
- TOKYO DETECTIVE 二人の事件簿（1975年）
- 夜明けの刑事（1976年）
- 新・二人の事件簿 暁に駆ける（1976年 - 1977年）
- 気まぐれ本格派（1978年）
- 新五捕物帳（1981年）
- 月曜ロードショー「大映映画40年・羅生門から月の夜 星の朝まで」（1984年） - 監修